# Kaple svatého Jana Nepomuckého (Domašín)
Kaple svatého Jana Nepomuckého je římskokatolická kaple v Domašíně, části obce Černíkovice. Patří do farnosti Černíkovice. Majitelem kaple je obec Černíkovice.

## Historie
Kaple byla vybudována roku 1873, kdy její stavbu prosadil rod Dusilů.

## Okolí
Při pohledu zpředu je vlevo od kaple krucifix na památku Václava a Františka Dusilových, kteří i s matkou Marií zemřeli na tuberkulózu, vpravo stojí socha sv. Jana Nepomuckého, která do 2006 stála na louce mezi Domašínem a Litohrady ve stínu dvou lip.

## Galerie

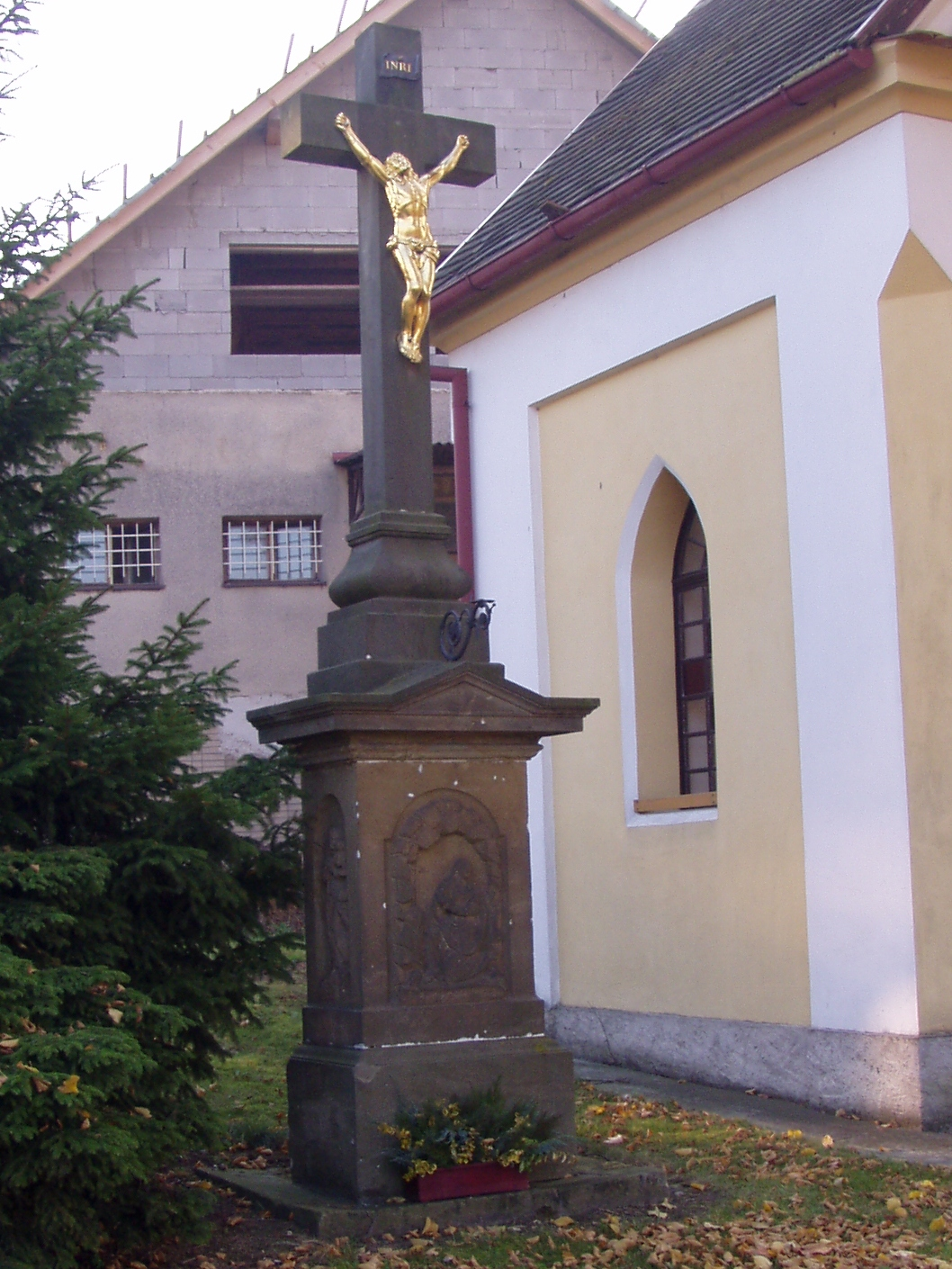
Krucifix
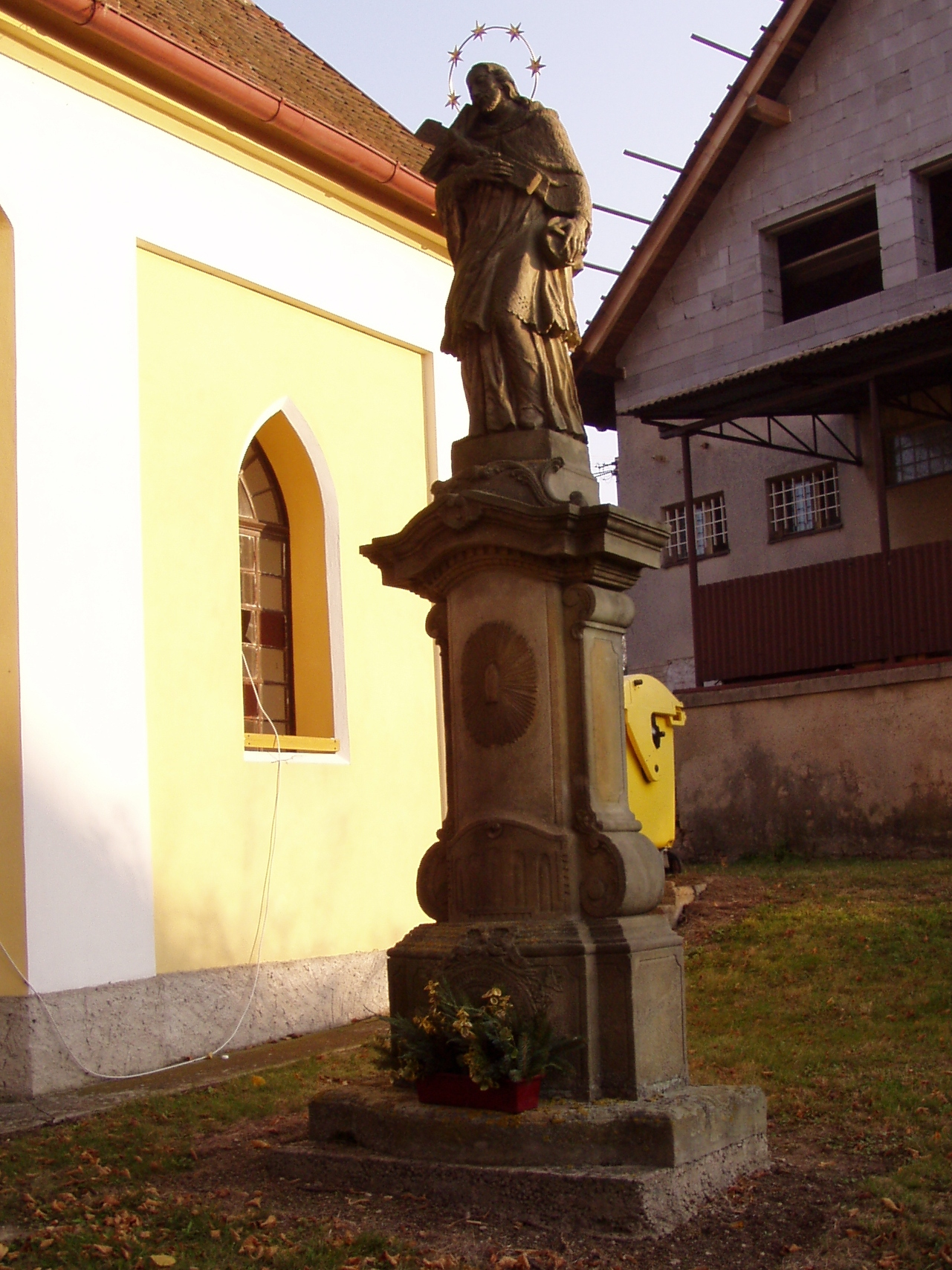
Socha sv. Jana Nepomuckého